# Milan Juhás
Milan Juhás (* 14. prosince 1959) je bývalý slovenský fotbalista, obránce.

## Fotbalová kariéra
V československé lize hrál za Lokomotivu Košice. V československé lize nastoupil v 15 utkáních. Dále hrál za Slavoj Trebišov.

## Ligová bilance
| Ročník                                   | Zápasy | Góly | Klub              |
| ---------------------------------------- | ------ | ---- | ----------------- |
| 1. československá fotbalová liga 1985/86 | 15     | 0    | Lokomotiva Košice |
| CELKEM                                   | 15     | 0    |                   |